# Mirosław Stępień
Mirosław Stępień (ur. 25 grudnia 1969) – polski muzyk sesyjny i kompozytor, Były gitarzysta basowy Budki Suflera.

## Życiorys
Edukację muzyczną rozpoczął w wieku 6 lat. W 1994 r. ukończył studia na Akademii Muzycznej im. Karola Szymanowskiego w Katowicach na Wydziale Jazzu i Muzyki Rozrywkowej. Był członkiem zespołu Budka Suflera od lipca 2003 do 31 grudnia 2014 roku.
Jako basista oraz kompozytor współpracował między innymi z Marcusem Millerem, Robertem Chojnackim, Robertem Gawlińskim, De Mono, Reni Jusis, Edytą Górniak, Markiem Surzynem, Natalią Kukulską, Markiem Kościkiewiczem, Grupą Mojego Brata, Mate.O, Mieczysławem Szcześniakiem, Beatą Bednarz i wieloma innymi polskimi i zagranicznymi artystami. Angażuje się w nurcie muzyki CCM.
Końcem roku 2015 rozpoczął również jako basista współpracę z TGD.
Był producentem drugiej płyty Mate.O, pt. „Jesteś dobry dla mnie”, oraz w okresie 2000-2003 basistą zespołu.
Występuje z zespołem grając na klawiszach oraz gitarze basowej.